# Bisfenol S
Bisfenol S, BPS, (HOC
6H
4)
2SO
2 – organiczny związek chemiczny z grupy bisfenoli. Jest stosowany jako mniej szkodliwy zamiennik bisfenolu A (BPA) w produkcji tworzyw sztucznych i żywic epoksydowych.

## Historia
BPS został po raz pierwszy zsyntetyzowany w 1867 roku przez niemieckiego chemika Ludwiga Glutza poprzez reakcję fenolu z gorącym kwasem siarkowym (nazwny został Oxysulfobenzid).

## Właściwości chemiczne i fizyczne
BPS to biały, krystaliczny związek o temperaturze topnienia w zakresie 245–250 °C. Jest bardziej stabilny termicznie i odporny na światło niż BPA, co czyni go atrakcyjnym zamiennikiem w niektórych zastosowaniach.

## Obawy zdrowotne
Badania sugerują, że BPS może działać jako związek endokrynnie czynny wpływając na układ hormonalny. Może również oddziaływać na układ rozrodczy oraz rozwój płodu i niemowląt. Ponadto, istnieją dowody na to, że BPS może zwiększać ryzyko chorób sercowo-naczyniowych. Ze względu na te potencjalne zagrożenia, zaleca się ograniczenie ekspozycji na BPS poprzez unikanie kontaktu z produktami zawierającymi ten związek.

## Regulacje prawne
W Unii Europejskiej stosowanie niektórych bisfenoli, w tym BPS, jest ograniczane ze względu na ich potencjalne szkodliwe działanie na zdrowie ludzkie i środowisko. Wiele bisfenoli może uszkadzać płodność i zakłócać funkcjonowanie układu hormonalnego u ludzi i zwierząt. Mogą również powodować alergie skórne. W związku z tym wprowadzono ograniczenia w ich stosowaniu w produktach konsumenckich.